# Siaosi Nai
Siaosi Nai (Tonga, 19 de septiembre de 1999) es un jugador profesional tongano de rugby que se desempeña en la posición de medio scrum en Anthem Rugby Carolina, equipo perteneciente a la liga Major League Rugby.

## Carrera
Nai hizo su debut como profesional con el equipo Utah Warriors, después pasó a Anthem Rugby Carolina, disputando su segunda temporada en la Major League Rugby. También fue parte de la segunda selección tongana de rugby, Tonga A.